# Sandra Vinces
Sandra Vinces (Portoviejo, 24 maggio 1990) è una modella ecuadoriana, incoronata Miss Ecuador 2009 a Manta, dove ha battuto le altre ventuno rappresentanti provinciali in rappresentanza della provincia di Manabí, ottenendo quindi il diritto di rappresentare l'Ecuador a Miss Universo 2009. In occasione del concorso la Vinces è arrivata alla seconda posizione per la fascia di "Best National Costume", a pari merito con Miss Thailandia Chutima Durongdej.
Nello stesso anno, Sandra Vinces ha rappresentato l'Ecuador a Miss Continente Americano 2009 che si è tenuto a Guayaquil, in Ecuador a settembre, e dove si è classificata al terzo posto. Successivamente ha preso parte anche a Reina Hispanoamericana 2009 in Bolivia, dove è stata eletta Virreina Hispanoamericana 2009.
Sandra Vinces ha studiato arte, canto, teatro e da modella professionista. Nel 2008 ha vinto il concorso CN Models Search, ed ha ottenuto l'ottava posizione a Miss Model of the World che si è tenuto in Cina.